# Masatoshi Shinomaki
Masatoshi Shinomaki –en japonés, 篠巻 政利, Shinomaki Masatoshi– (6 de octubre de 1946) es un deportista japonés que compitió en judo. Ganó tres medallas en el Campeonato Mundial de Judo entre los años 1967 y 1971.
Participó en los Juegos Olímpicos de Múnich 1972, donde finalizó undécimo en la categoría abierta.

## Palmarés internacional
| Campeonato Mundial | Campeonato Mundial              | Campeonato Mundial | Campeonato Mundial |
| Año                | Lugar                           | Medalla            | Categoría          |
| ------------------ | ------------------------------- | ------------------ | ------------------ |
| 1967               | Salt Lake City (Estados Unidos) | Medalla de bronce  | Abierta            |
| 1969               | Ciudad de México (México)       | Medalla de oro     | Abierta            |
| 1971               | Ludwigshafen (RFA)              | Medalla de oro     | Abierta            |